# Misono (metropolitana di Sapporo)
Misono (美園駅?, Misono-eki) (H12) è una stazione della metropolitana di Sapporo situata nel quartiere di Toyohira-ku, a Sapporo, Giappone, servita dalla linea Tōhō.

## Storia
La stazione è stata aperta nel 1994, facendo parte della prima estensione verso sud della linea.

## Struttura
La stazione è dotata di un mezzanino al primo piano interrato e, al piano inferiore, di un marciapiede a isola con due binari passanti al in sotterranea e così utilizzati:
| 1 | Linea Tōhō | per Fukuzumi                    |
| 2 | Linea Tōhō | per Sapporo, Ōdōri e Sakaemachi |

## Stazioni adiacenti
| «             | Servizio   | »              |
| Linea Tōhō    | Linea Tōhō | Linea Tōhō     |
| ------------- | ---------- | -------------- |
| Toyohira-Kōen | -          | Tsukisamu-Chūō |